# 폰 브리크트가

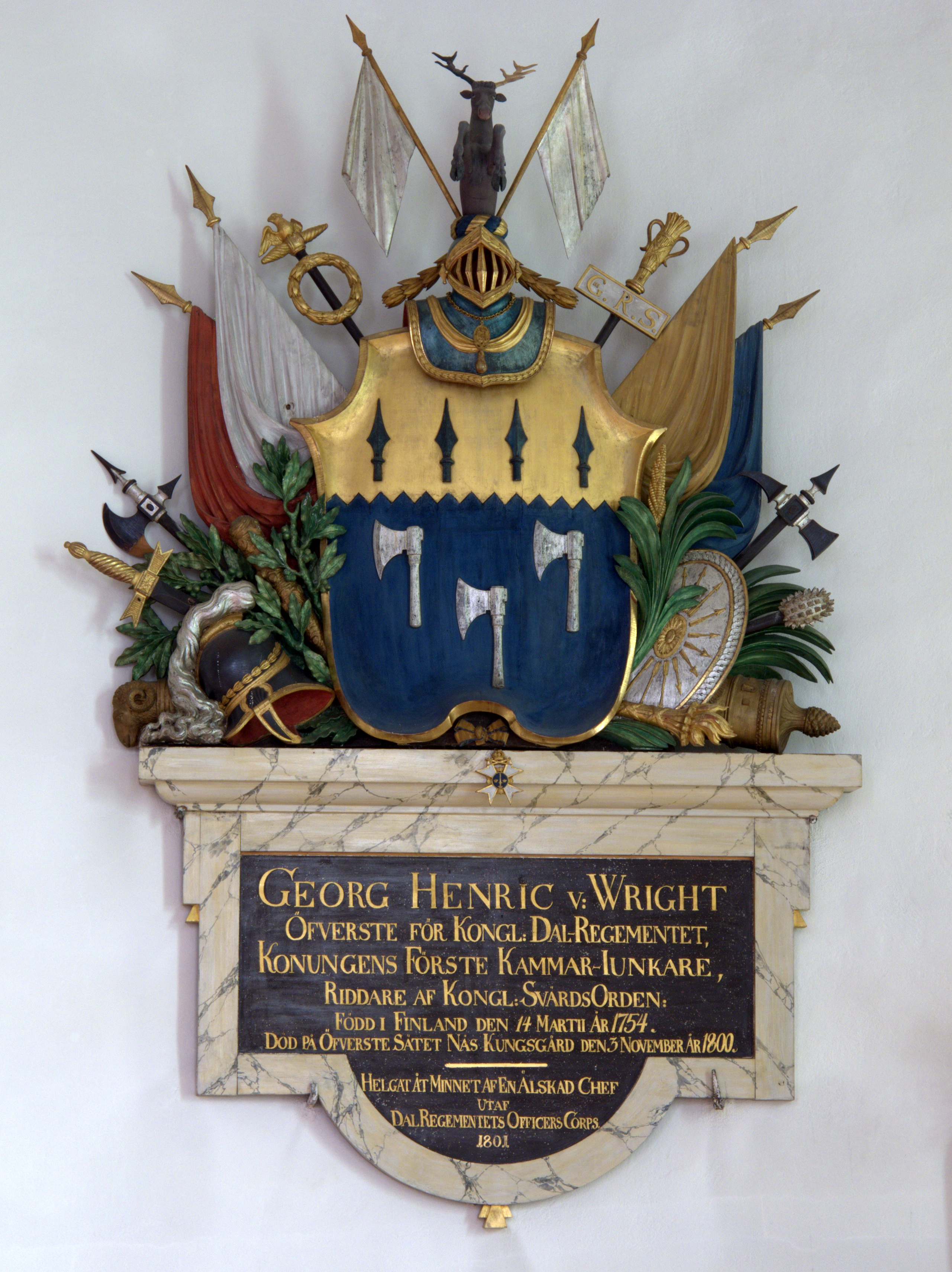

폰 브리크트가(독일어: von Wright [fɔnˈvrɪkːt][*])는 스웨덴과 핀란드의 귀족 가문이다. 17세기 던디에서 스웨덴으로 이주해온 스코틀랜드인 조지 라이트(George Wright)가 시조다. 가문 문장은 청색 배경에 은색 도끼 세 개.

## 저명 인물
- 브리크트 형제
  - 마그누스 폰 브리크트(1805년–1868년): 조류학자
  - 빌헬름 폰 브리크트(1810년-1887년): 화가, 박물학자
  - 페르디난트 폰 브리크트(1822년-1906년): 화가
- 빅토르 율리우스 폰 브리크트(1856년-1934년): 사업가
- 예오리 헨리크 폰 브리크트(1916-2003): 철학자
- 모이라 폰 브리크트(1957년-): 교수